# Рыночная инфраструктура
Рыночная инфраструктура — это различные учреждения, предприятия, организации, обслуживающие различные виды рынков, создающие благоприятные условия для их эффективного функционирования. Это — биржи, банки, финансово-кредитные посредники, коммерческие фонды, страховые агентства, службы занятости, торговые и другие организации, каждая из которых действует в своей сфере.
Рыночная инфраструктура значительно облегчает и упрощает обращение товаров, услуг, природных ресурсов, денег и ценных бумаг, дает возможность целесообразнее распределять и использовать трудовые ресурсы, оптимальнее вкладывать и использовать капитал, создает более безопасные условия для деятельности рыночных учреждений.
Важную роль в рыночной инфраструктуре играют посредники. Поскольку рынок является местом сотрудничества двух основных субъектов — производителя и потребителя, движение товаров и услуг от производителя к покупателю требует не только определенного времени, но и значительных усилий именно опытных в этом деле людей. Если всеми такими вопросами будет заниматься сам производитель, то эффективность его работы будет очень низкой из-за значительных затрат времени и ресурсов. Лишнее время и ресурсы тратил бы и потребитель в поиске необходимых ему товаров и услуг. Поэтому на помощь им приходят посредники.
- Посредники — это юридические или физические лица (фирмы или отдельные предприниматели), представляющие интересы производителя и потребителя или действуют от их имени на различных видах рынков. Их задача — приблизить двух основных участников рынка.